# Rio Gladna
O Rio Gladna é um rio da Romênia, afluente do Bega, localizado no distrito de Timiş.